# Uruk
Uruk (sumero: 𒀕𒆠 Unugki; accadico: 𒌷𒀕 URUUNUG o 𒌷𒀔 Uruk) è un'antica città dei Sumeri e successivamente dei Babilonesi, situata nella Mesopotamia meridionale, corrispondente all'odierna città araba وركاء, Warkāʼ . Nel IV millennio a.C. il piccolo insediamento divenne una vera e propria città, la prima per cui sia possibile utilizzare questo termine; questo perché fu la prima ad avere due caratteri fondamentali per una città: la stratificazione sociale e la specializzazione del lavoro.
Uruk si trova oggi 20 chilometri a est del fiume Eufrate, in una regione paludosa a circa 230 chilometri a sud-est di Baghdad. Secondo una moderna ipotesi, tuttora puramente speculativa, il nome "Iraq" deriverebbe da Uruk.
Nel suo momento di massimo splendore, Uruk contava una popolazione di circa 80 000 abitanti che vivevano in 6 chilometri quadrati racchiusi da una doppia cinta di mura lunga 10 chilometri, rappresentando, al suo tempo, la più grande e popolosa città del mondo, oltre che una delle più antiche nella storia dell'uomo.

## Storia

### Periodo protodinastico

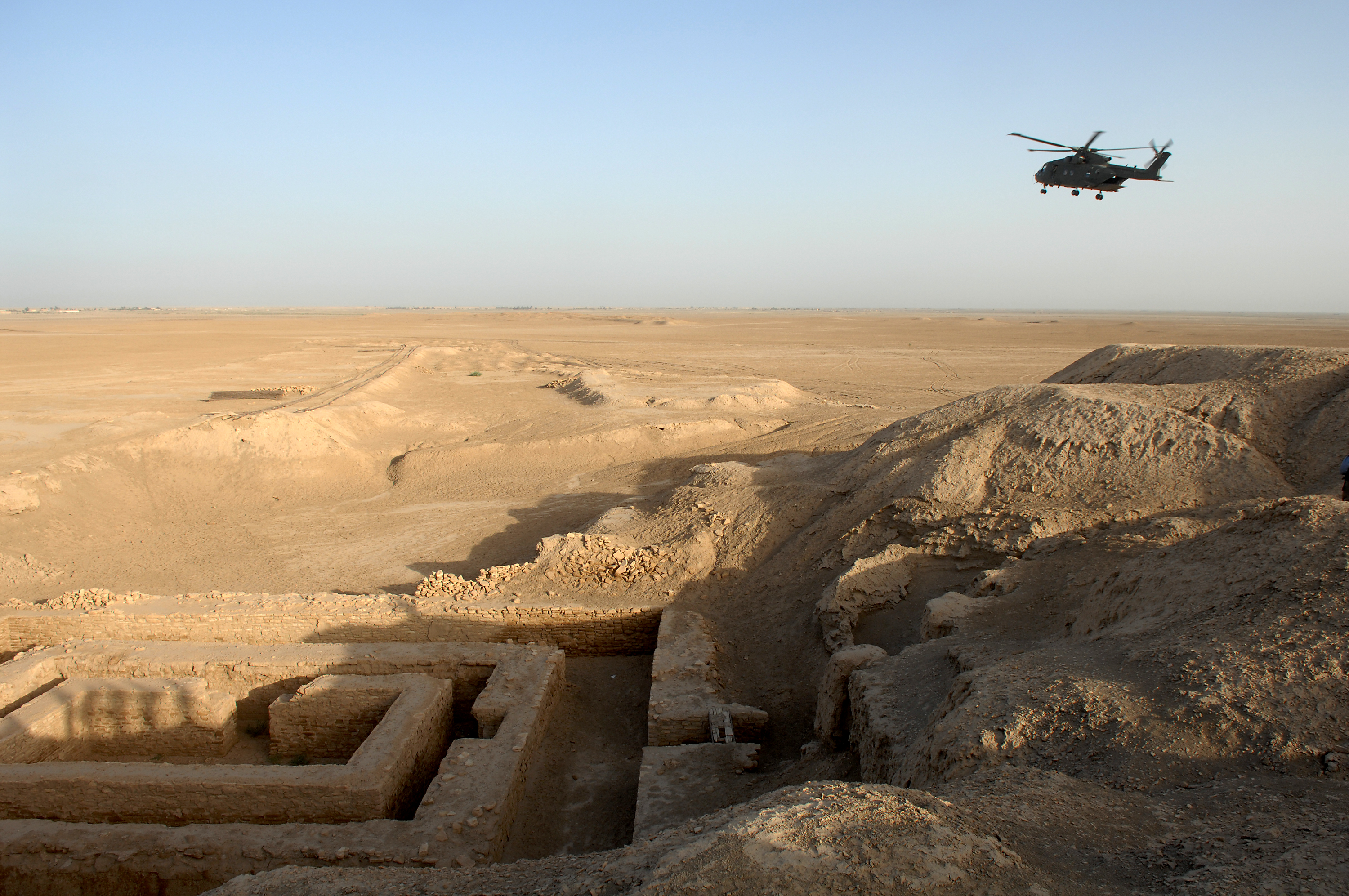
Uruk dopo 7000 anni, nel 2008

Il sito di Uruk fu occupato per almeno 5 000 anni, dal tardo periodo di Ubaid (4000 a.C.) fino all'inizio del III secolo a.C. Alla fine del IV millennio a.C. era uno dei più grandi insediamenti urbani della Mesopotamia, se non del mondo.
L'origine della città sembra derivare da due primi insediamenti, successivamente conosciuti come Kullab (anche Kulaba o Kullaba) ed Eanna. Queste due zone della città erano caratterizzate da ampie piattaforme costruite con mattoni di fango aventi in cima i templi dedicati al culto: Kullab era l'area dedicata al dio maggiore del pantheon, Anu, nell'Eanna vi erano invece i templi associati al culto della dea dell'amore e della guerra Inanna.
Uruk fu la città dello storico re Gilgameš, eroe della famosa epopea. Le mura di Uruk si dice fossero state costruite proprio da questo re, oppure dal suo predecessore Enmerkar (il fondatore della città secondo la Lista dei re), che fece anche costruire il famoso tempio di Eanna, dedicato al culto di Inanna (Isthar).
Oppenheim al riguardo ha detto: "Ad Uruk, nella Bassa Mesopotamia, la civiltà sumera sembra raggiungere il suo massimo picco creativo. Ciò è sottolineato dai ripetuti riferimenti a questa città in ambito religioso e, in particolare, dai testi letterari, compresi quelli di ordine mitologico; anche la tradizione storica della lista dei re sumeri lo conferma. Da Uruk il centro del potere politico sembra poi muoversi verso la città di Ur."
Uruk ha avuto un ruolo molto importante nella storia politica di Sumer. A partire dal primo periodo di Uruk, la città esercitò l'egemonia sugli insediamenti vicini. Intorno al 3800 a.C. esistevano due centri di 20 ettari, Uruk a sud e Nippur a nord, circondati da insediamenti molto più piccoli di 10 ettari. Più tardi, nel periodo tardo di Uruk, la sua sfera d'influenza si estese a tutta Sumer e alle colonie esterne dell'Alta Mesopotamia e della Siria. Uruk ebbe un ruolo di primo piano nelle lotte nazionali dei Sumeri contro gli Elamiti fino al 2004 a.C., nelle quali soffrì gravemente; i ricordi di alcuni di questi conflitti sono racchiusi nell'epopea di Gilgamesh, in forma letteraria e cortese. 
La cronologia registrata dei governanti di Uruk comprende figure mitologiche e storiche in cinque dinastie. Come nel resto di Sumer, il potere si spostò progressivamente dal tempio al palazzo. I governanti del Periodo Protodinastico esercitarono il controllo su Uruk e, a volte, su tutta Sumer. Nel mito, la regalità fu calata dal cielo a Eridu e passò successivamente attraverso cinque città fino al diluvio che pose fine al periodo di Uruk. In seguito, la regalità passò a Kish. Nel Periodo Protodinastico I (2900-2800 a.C.), Uruk era in teoria sotto il controllo di Kish. Durante il Periodo Protodinastico II (2800-2600 a.C.), Uruk esercitava di nuovo il controllo su Sumer. Questo periodo è quello della Prima dinastia di Uruk, talvolta chiamata Età eroica. Tuttavia, nel Periodo Protodinastico IIIa (2600-2500 a.C.) Uruk perse la sovranità, questa volta a favore di Ur. Questo periodo, corrispondente all'antica età del bronzo III, rappresenta la fine della Prima dinastia di Uruk. Nel Periodo Protodinastico IIIb (2500-2334 a.C.), chiamato anche "periodo presargonico", in riferimento a Sargon di Akkad, Uruk continuò a essere governata da Ur.
| Preistoria                                                                      | Regno             | Note |
| ------------------------------------------------------------------------------- | ----------------- | --- |
| Re-Sacerdoti                                                                    | c. 4000–3400 a.C. | Vari re-sacerdoti di Uruk sono rappresentati in rilievi, statue o cilindri, ma i loro nomi non sono noti                                                                                            |
| 1ª Dinastia di Uruk                                                             | Regno             | Note |
| Enmerkar                                                                        | c. 3400–3100 a.C. | Ha guidato un assalto alla città di Aratta |
| Lugalbanda                                                                      | c. 3400–3100 a.C. | Un soldato nell'esercito di Enmerkar |
| Gilgamesh                                                                       | c. 2900–2700 a.C. | Costruì le mura di Uruk e sconfisse Aga di Kish |
| Ur-Nungal Udul-Kalama La-Ba'shum En-Nun-Tarah-Ana Mesh-He Melem-Ana Lugal-Kitun | c. 2900–2700 a.C. | Poco si sa di questi governanti; L'esistenza della maggior parte non è confermata. |
| 2ª Dinastia di Uruk                                                             | Regno             | Note |
| Lugalnamniršumma                                                                | c. 2500 a.C.      | |
| Lugalsilâsi I                                                                   | c. 2450 a.C.      | Aggredito Girsu in dieci diverse occasioni |
| Urzage                                                                          | c. 2400 a.C.      | |
| Lugal-kinishe-dudu                                                              | c. 2400 a.C.      | Re di Uruk e Ur |
| Lugal-kisal-si                                                                  | c. 2400 a.C.      | Re di Uruk e Ur |
| Enshakushanna                                                                   | c. 2350 a.C.      | Stabilì la regalità sulla maggior parte dei Sumeri; il suo regno fu preso dai Lugalzagesi |
| 3ª Dinastia di Uruk                                                             | Regno             | Note |
| Lugalzagesi                                                                     | c. 2350 a.C.      | Originario di Umma, fece di Uruk la sua nuova capitale dopo aver conquistato tutta la Sumeria. Ha sconfitto Urukagina di Lagash ed è a sua volta sconfitto da Sargon di Akkad                       |
| 4ª Dinastia di Uruk                                                             | Regno             | Note |
| Amar-girid                                                                      | 22º sec. a.C.     | Guidò senza successo una rivolta di Uruk, Ur , Lagash , Adab e Shuruppak contro Naram-Sin |
| Ur-nigin Ur-gigir Kuda Puzur-ili                                                | 22º sec. a.C.     | Servì come ensi di Uruk sotto l'impero accadico |
| 5ª Dinastia di Uruk                                                             | Cronologia        | Note |
| Utu-hengal                                                                      | c. 2119-2112 a.C. | Un ensi di Uruk che rovesciò i Guti e governò brevemente Sumer fino a quando non gli successe Ur-Nammu, che aveva nominato governatore di Ur, ponendo così fine all'ultima dinastia sumera di Uruk. |

### Rinascita sumerica e declino
Uruk, fin dai primi tempi, ebbe un ruolo molto importante nella storia politica e religiosa del paese. Agli inizi del III millennio a.C. la città, sotto la terza dinastia di Uruk, estese la sua egemonia sulla Babilonia e divenne un grande centro di culto del dio Anu e in generale uno dei maggiori centri religiosi del regno.
Attorno al 2100 a.C., con il governo della terza dinastia di Ur, il prestigio e il potere di Uruk iniziano a declinare. Successivamente la città ebbe un ruolo primario nelle lotte dei Babilonesi contro gli Elamiti fino al 2004 a.C., anno in cui fu gravemente danneggiata; i ricordi di alcuni di questi conflitti si ritrovano nell'epopea di Gilgamesh.
La città continuò ad esistere sino all'epoca seleucide, nel III-II secolo a.C., periodo nel quale la città trovò nuovo splendore, con la costruzione di alcuni templi. Anche in epoca successiva, sotto i Parti (141 a.C. - 225 d.C.) furono erette nuove costruzioni, come l'imponente santuario di Eanna.
La città fu definitivamente abbandonata a partire dal V secolo d.C.

## Struttura

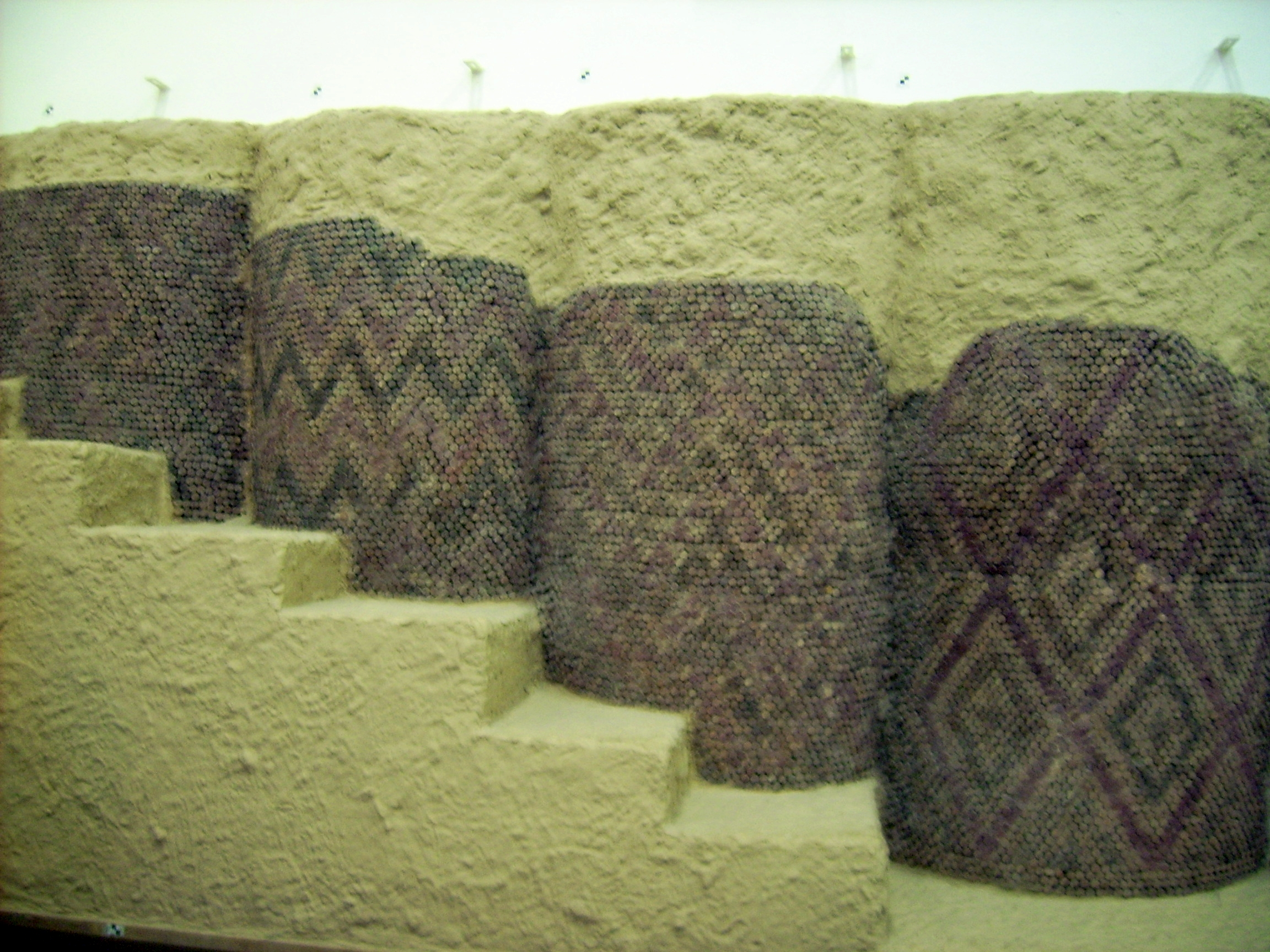
Decorazioni a mosaico del tempio di Inanna nella zona di Eanna IV di Uruk (Pergamonmuseum, Berlino)

Il centro della città era il quartiere di Kullaba che probabilmente era il toponomastico di un primigenio insediamento che si perde nella notte dei tempi, successivamente inglobato nell'agglomerato urbano dell'antichissima metropoli. Ad Uruk vi erano tre zone sacre. La più importante era quella di Eanna, dove erano raggruppati la maggior parte dei santuari. La zona sacra di Eanna era separata dal resto della città con un muraglione. Fu dapprima consacrata al dio Anu, in seguito alla dea Inanna. Il principale monumento di questa zona era lo ziqqurat, oggi quasi totalmente eroso. Il primo documento scritto della Mesopotamia fu scoperto proprio nell'Eanna, benché sia difficile datarlo con precisione.
La seconda zona sacra era quella dello ziqqurat di Anu. In realtà non era propriamente uno ziqqurat, ma un'alta terrazza su cui si trovava lo splendido Tempio Bianco di Anu.
La terza zona comprendeva il tempio di epoca ellenistica.

## Uruk e laLista dei re
Secondo la Lista dei re, Uruk fu fondata da Enmerkar che portò la regalità dalla città di Eanna. Suo padre, Mesh-ki-Aag-gasher, secondo la leggenda "entrò nel mare e sparì". Altri re storici di Uruk sono Lugalzagesi di Umma (oggi Djokha) che conquistò Uruk (III millennio a.C.) e Utukhegal. Il più famoso re di Uruk secondo la leggenda fu Gilgameš a cui è dedicata l'antichissima raccolta di vicende della cosiddetta Epopea di Gilgamesh del 2500 a.C.

## Uruk nella Bibbia
Secondo la Bibbia, Erech, quasi certamente Uruk, è indicata come la seconda città fondata dal biblico re Nimrod. Inoltre sembra essere la sede del Archavites, esiliato da Asnapper a Samaria (Libri di Esdra 4:9 - 10). I luoghi accennati nei Libri di Esdra appartengono tutti alla Mesopotamia del sud e sembra che Asnapper possa essere il re assiro Assurbanipal, che condusse una campagna contro i Babilonesi del sud.

## Etimologia
Uruk /ˈʊrʊk/ viene scritto in cuneiforme in diversi modi. 
In sumero: 𒀕𒆠 (Unugki); in accadico: 𒌷𒀕 o 𒌷𒀔 (URUUNUG).
In altre lingue, la città ha diversi altri nomi:
- aramaico/ebraico: אֶרֶךְ (ʼErech);
- greco: Ωρύγεια (Ōrýgeia), Ορέχ (Oréch), Ορχόη (Orchóē);
- latino: Orchoë;
- arabo:  وركاء (Warkāʼ) o أوروك (’Auruk).

Il nome del moderno paese al-ʿIrāq, considerato una derivazione del nome Uruk, è un prestito del medio persiano Erāq e dell'aramaico ’yrg, che potrebbe riferirsi all'intera area geografica di Uruk nella Mesopotamia meridionale,  dato che erāq significa "terre basse"

## Archeologia

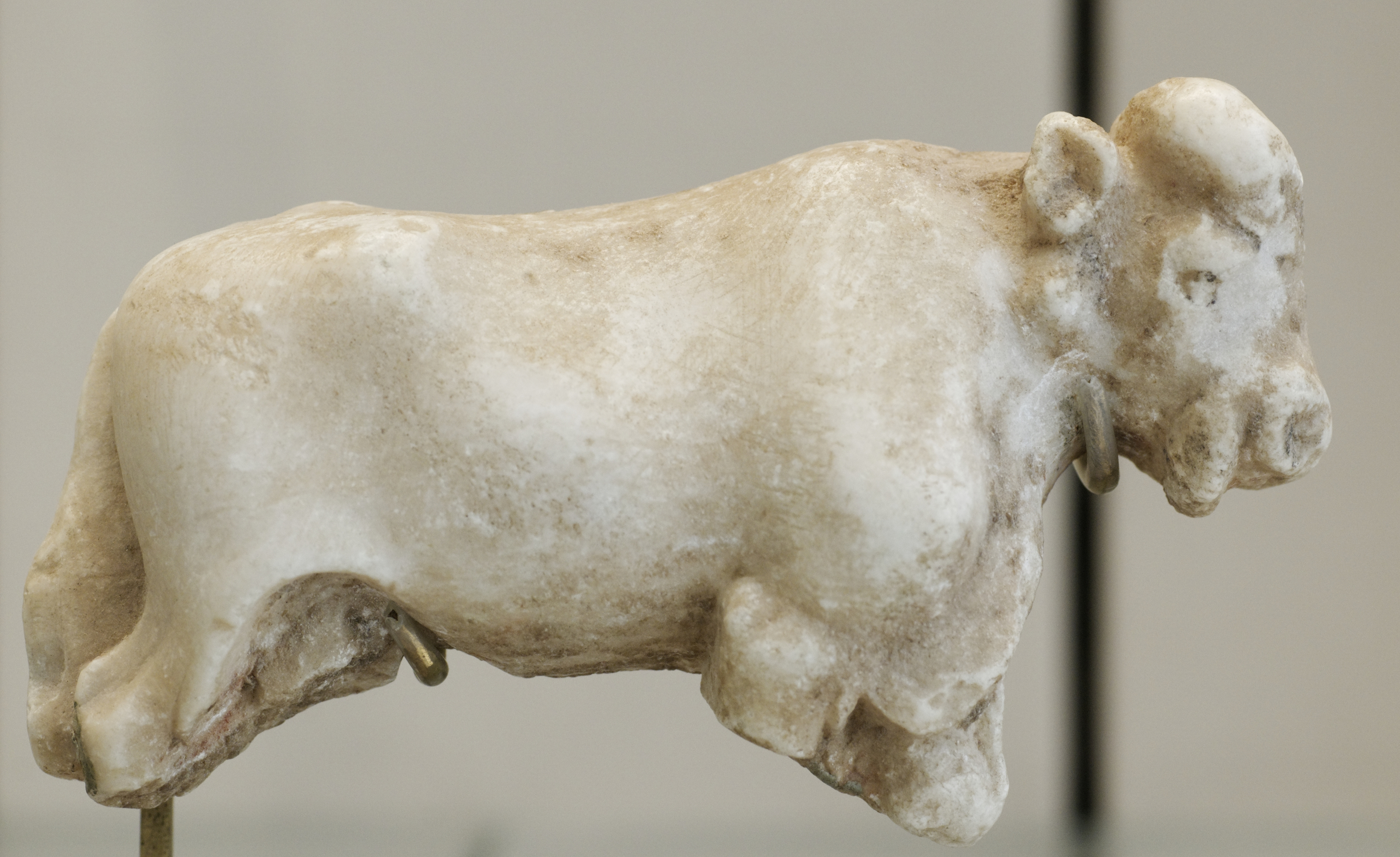
Frammento di una statua di un toro ritrovata ad Uruk e risalente al periodo di Gemdet-Nasr, circa 3000 a.C.

I resti della città furono esplorati per la prima volta dall'inglese W.K. Loftus nel 1849 e nel 1853. I primi scavi furono condotti nel 1912 da una squadra tedesca sotto la supervisione di Julius Giordano e furono poi interrotti con la prima guerra mondiale. Questi furono poi ripresi a partire dal 1928 e interrotti nuovamente nel 1939 per la seconda guerra mondiale. Dopo la guerra gli scavi sono stati ripresi dai tedeschi e sono tuttora in corso.
Le ricerche testimoniano la successione di più di 18 livelli di insediamenti urbani e sono stati riportati alla luce alcuni dei più antichi documenti sumerici. I risultati delle scoperte sono stati pubblicati da Adam Falkenstein ed altri epigrafisti tedeschi.

### I livelli della città
Tra i principali livelli, che si susseguono, dall'alto in basso, si possono citare:
- Uruk I, databile all'inizio del III millennio a.C., in cui si ritrovano costruzioni in mattoni crudi;
- Uruk II-III, appartenente all'epoca di Gemdet-Nasr (3000-2900 a.C.), in cui si hanno costruzioni in mattoni crudi piatti a sezione quadrata e decorazioni murali;
- Uruk IV, periodo in cui fu costruito il "tempio rosso" e inventata la scrittura. Si trattò, in generale, di un periodo molto fiorente;
- Uruk V-VI, costruzioni in mattoni piatti e rettangolari; in questo periodo vengono costruiti splendidi complessi, come il "tempio bianco";
- Uruk XI, periodo nel quale compaiono i primi manufatti in bronzo.

Ad Uruk è stato ritrovato il più grande tempio sumerico, il famoso tempio D, che misurava 80 x 30 metri. La navata centrale era grande 62 x 11,30 metri. La struttura comprendeva nartece, navata, transetto, abside centrale con due annessi, diaconicon e protiro. Si tratta della stessa struttura con cui saranno costruite le chiese cristiane, dopo tre millenni. Altri splendidi edifici ritrovati sono lo Scrigno di Anu, l'archivio e la già menzionata ziggurat.
Altri famosi reperti portati alla luce sono il cosiddetto Vaso di Warka, un vaso in pietra scolpito con scene del mito della dea ‘In-ninn’, datato circa al 3000 a.C., e la Dama di Warka, un volto femminile in marmo, forse della dea Inanna, del periodo protostorico.
Dagli scavi degli ultimi anni si apprende dell'esistenza di colonie commerciali urukite in Iran, Turchia, Siria e Palestina nelle quali la cultura di Uruk si trasmise alle popolazioni locali.